# Partij voor een Nieuwe Politiek in België
De Partij voor een Nieuwe Politiek in België (PNPb) was een Belgische politieke partij die ontstond uit de zaak-Dutroux. Toen bleek dat er in het onderzoek ernstige fouten waren gemaakt door politie, rijkswacht en het gerecht was er een grote publieke verontwaardiging die onder meer resulteerde in de Witte Mars op 20 oktober 1996 in Brussel met circa 300.000 deelnemers, een van de grootste protestmarsen in de geschiedenis van België. Hieruit ontstonden overal in het land Witte Comités die weinig gestructureerd waren.
Paul Marchal, vader van het vermoorde meisje An, zag meer heil in een gestructureerde politieke beweging en richtte in januari 1998 de PNPb op, die streed tegen corruptie en de vriendjespolitiek in België. Voorzitter werd Marc Similon. Marchal betrok de Witte Comités nauwelijks bij de partij.
De commotie na de zaak Dutroux was nog niet gaan liggen en bij een Tweede Witte Mars in 1998 kwamen nog steeds 30.000 mensen op straat. Bij de oprichting haalde de partij in opiniepeilingen uitslagen tussen 9 en 23% tot onrust van de traditionele politieke partijen die een nieuwe politieke cultuur beloofden.
De PNPb kreeg echter af te rekenen met het probleem van elke one-issue partij die te snel groot wordt: een gebrek aan een volwaardig programma en een gebrek aan een degelijke structuur en geschikt personeel. Hierdoor ontstonden er interne strubbelingen. Daarenboven verschenen er in de media berichten over infiltratie door postjespakkers en extreemrechtse figuren, zoals Pascal De Roubaix, Hendrik Boonen en Gérard Fortemps.
Tevens ontstond er wrevel over de eigenzinnige en autoritaire manier waarop Paul Marchal de PNPb leidde, waarop een heel aantal leden de partij verlieten, onder wie partijvoorzitter Simolon. De media gingen steeds negatiever over de partij schrijven en het positieve momentum uit de beginperiode verschrompelde compleet.
Bij de Kamerverkiezingen op 13 juni 1999 haalde partij een schamele 0,3% waarna de partij een stille dood stierf. Paul Marchal noemde zijn politiek avontuur de grootste vergissing van zijn leven. Hij richtte zich nadien volledig op de v.z.w. An.